# 문재인 STOP! 국민이 심판합니다! 규탄 대회
문재인 STOP! 국민이 심판합니다! 규탄 대회는 2019년 4월 20일부터 5월 25일까지 대한민국 여러 지역에서 개최되었던 집회로, 문재인 정부의 실정을 비판하고 경제 및 민생 문제 해결을 촉구하는 대한민국의 사회 운동이다.

## 참여 인원
| 회차     | 날짜            | 시위대    | 시위대       | 출처  |
| 회차     | 날짜            | 경찰 추산 | 주최 측 추산 | 출처  |
| -------- | --------------- | --------- | ------------ | ----- |
| 1차      | 2019년 4월 20일 | 2,000+    | 20,000+      | [ 1 ] |
| 2차      | 2019년 4월 27일 | 8,000+    | 50,000+      | [ 2 ] |
| 3차      | 2019년 5월 4일  | 12,000+   | 50,000+      | [ 3 ] |
| 4차      | 2019년 5월 11일 | ―         | 20,000+      | [ 4 ] |
| 5차      | 2019년 5월 17일 | ―         | 10,000+      | [ 5 ] |
| 6차      | 2019년 5월 25일 | 11,000+   | 50,000+      | [ 6 ] |
| 누적인원 | 누적인원        | 33,000+   | 200,000+     | ―     |

## 같이 보기
- 문재인 정부
- 문재인에 대한 비판
- 문재인 왕 시리즈
- 문재인 대통령 퇴진 운동